# 叙情歌
叙情歌（じょじょうか）とは、抒情歌とも書き、日本の歌曲のジャンルの一つ。
「抒情詩」の派生語で、作詞者の主観的な感情を表現した日本語の歌詞に、それにふさわしい曲を付け、歌う人や聴く人の琴線に触れ、哀感や郷愁、懐かしさなどをそそるものを指し、これらの童謡や唱歌をはじめ、歌謡曲のスタンダードなバラードといったものを一つのジャンルにまとめたものである。

## 定義
叙情歌と呼ばれている歌は、大人がこどもに聴かせることができ、こどもが歌ったり、聴いたりしても差し障りのないものが多く、軍歌や現在の演歌と同じ主題の恋愛やヤクザに関わりのある歌などは含まれないものの、歌自体が懐メロや愛唱歌といったジャンルとも重複して属している関係から、それらとの区別はかなり曖昧なものがある。
基本的に演歌は含まれないものの、叙情的な演歌は『叙情演歌』と呼ばれており、叙情的な歌謡曲も含めて『叙情歌謡』と呼ばれていることから、『影を慕いて』のような感情的な歌を叙情歌に含めることもある。また、『童謡・唱歌・叙情歌』と呼ぶ場合、叙情歌は童謡や文部省唱歌以外の歌を指し、『叙情歌・愛唱歌』と呼ぶ場合は、叙情歌と愛唱歌を一括りにし、童謡や唱歌から外国曲も含めた歌謡曲のスタンダードな歌全般を指すことが多い。

## 歴史
日本で叙情歌という言葉がよく使われるようになったのは、第二次世界大戦後である。教育改革によって明治から第二次世界大戦前にかけて用いられていた文部省唱歌が新しい歌に置き換えられ、またヒット曲もテレビの普及などから聴かせるものより見せるものに代わってきたため、古い童謡や唱歌、ラジオ歌謡や国民歌謡で歌われた歌などを叙情歌と呼ぶようになった。その後、歌謡曲のスタンダードなバラードといったものも加わり、2006年（平成18年）には、文化庁と日本PTA全国協議会が、親子で長く歌い継いでほしいとして日本語詞の叙情歌と愛唱歌の中から日本の歌百選の選定が行われた。

## 浸透性
一般の人が日常使うことはあまりなく、レコード会社がCDの商品名に用いたり、テレビやラジオ等がタイトルに用いたりすることのほうが多い。このうち叙情歌として扱われる歌謡曲の歌の多くは、童謡や唱歌と一緒にコンピレーションCDとして発売されることが多いことや、童謡歌手によってカバーされたり、こども向けのテレビ番組等で取り上げられたりすることから、『童謡・唱歌』と同一視され、混同されるという弊害も起きている。
これは叙情歌として扱われる歌謡曲の歌に限らず、『演歌・歌謡曲』として扱われる歌謡曲の歌においても、演歌と一緒にコンピレーションCDとして発売されることが多いことや、演歌歌手によってカバーされたり、演歌愛好者向けのテレビ・ラジオの番組等で取り上げられたりすることから、演歌と同一視され、混同されており、歌謡曲はスタンダードに昇った歌ほどその傾向は強い。